# Sepp Zwerch
Sepp Zwerch (* 1907; † 1985) war ein deutscher Architekt und Zeichner aus Kempten.

Wettbewerbsentwurf zur Erweiterung des Rathauses (rot = Altbau, blau = Erweiterungsbau)

## Werdegang
Als Architekt arbeitete er insbesondere im Auftrag der Stadt Kempten.
Sein Sohn Peter Zwerch ist ebenfalls Architekt.

## Bauten (Auswahl)
- 1934–1937: Regotisierung des Rathauses Kempten
- 1939: Wettbewerbsentwurf zur Erweiterung des Rathauses Kempten
- 1950–1951: Freilichtbühne auf der Burghalde, Kempten
- 1961–1965: Hildegardis-Gymnasium Kempten[2]
- 1954–1969: Renovierung, Erneuerung und Ausbau des Stadttheaters Kempten[3]
- 1963–1969: Pfarrkirche St. Josef der Arbeiter in Weidach (Gemeinde Durach)[4]
- 1984–1985: Planung für den Umbau des Rathauses Kempten[5]
- Wohnanlage Schnetzerpark, Kempten[6]

## Bücher
- Sepp Zwerch: Allgäuerisch von A bis Z: Dialekt und Redensarten. Verlag Tobias Dannheimer, Kempten 1988, ISBN 3-88881-008-6.
- Sepp Zwerch: Kempten anno dazumal. Verlag Tobias Dannheimer, Kempten 1988, ISBN 978-3-88881-000-8.

Zeichnungen in Publikationen
- Sepp Zwerch: Das unbekannte Kempten. Aus dem Skizzenbuch von Sepp Zwerch. Allgäuer Zeitungsverlag, Kempten 1977, ISBN 978-3-88006-036-4.